# Hematopoyesis clonal
La hematopoyesis clonal es un fenómeno relacionado con el envejecimiento en el que una población de células progenitoras hematopoyéticas contiene una mutación en su ADN, que le confiere una ventaja proliferativa frente al resto de células. Para poder definirse esta condición, se debe excluir la presencia de enfermedades del sistema hematopoyético, citopenias inexplicadas u otros trastornos clonales.   
La importancia de la hematopoyesis clonal reside en que las personas afectas tienen una supervivencia más corta que el resto de la población, y una mayor predisposición a padecer eventos cardiovasculares y enfermedades hematológicas malignas.

## Epidemiología
La hematopoyesis clonal es rara en personas menores de 40 años y va aumentando con la edad, afectando al 10-40% de los mayores de 65 años.Es más frecuente en varones.

## Etiología
El mayor factor de riesgo es el envejecimiento. El consumo de cigarrillos es otro factor de riesgo conocido, relacionándose sobre todo con mutaciones en el gen ASXL1. El antecedente de tratamiento citotóxico (quimioterapia y radioterapia) se asocia con la hematopoyesis clonal con mutaciones en TP53 y PPM1D, que son genes que intervienen en la reparación celular. 

## Diagnóstico
La hematopoyesis clonal es un hallazgo casual. En enero de 2024 no está indicado el cribado poblacional para detectar esta condición.

## Pronóstico
La historia natural de la hematopoyesis clonal es generalmente benigna; en la mayor parte de los casos, no se va a desarrollar ninguna enfermedad. Un 0,5% a 1% de las personas afectan desarrollarán un cáncer hematológico (como síndrome mielodisplásico o leucemia mieloide aguda), pero el riesgo varía en función del número de mutaciones y el tipo de mutación. Las mutaciones en TP53, U2AF1, SRSF2, IDH2, IDH1, SF3B1 and ASXL1 confieren más riesgo de malignidad.
La presencia de hematopoyesis clonal también confiere mayor riesgo de mortalidad por cualquier causa y mayor riesgo de padecer enfermedad cardiovascular, motivo por el cual es una activa área de investigación.